# Kuravinakoppa, Parasgad
Kuravinakoppa là một làng thuộc tehsil Parasgad, huyện Belgaum, bang Karnataka, Ấn Độ.